# Peter Straarup
Peter Straarup (født 19. juli 1951 i Fredericia) var ordførende direktør i Danske Bank, der er Danmarks største finanskoncern og blandt de største i Norden. Gift den 18. juli 1982 med amerikansk fødte Rickie Straarup (født Retchin), to børn. Bor i Gentofte ved København.

## Karriere
Startede som elev i Landmandsbanken, der senere kom til at hedde Den Danske Bank, i 1968. Gjorde militærtjeneste hos Den Kongelige Livgarde i 1971. HD i regnskabsvæsen på Handelshøjskolen i København i 1979. Arbitragedealer hos Den Danske Bank i København i 1975. Manager, Loan Administration i Scandinavian Bank Ltd., London 1976-77. Kontorchef Den Danske Bank 1977-81. Representative i Den Danske Bank, Houston Representative Office 1981-83. Chef for Udenlandske Bankrelationer i Den Danske Bank, København 1983. Filialdirektør, Den Danske Bank i Singapore Branch 1983-85. Filialdirektør i Den Danske Bank i New York 1985-86. Bankdirektør i Den Danske Bank i København i 1986. Ordførende direktør siden 1. april 1998.
I 2011 meddeltes det, at han per februar 2012 ville overlade stillingen som ordførende direktør for Danske Bank til Eivind Kolding. Han tildeltes i den forbindelse en pension på 3,1 millioner kr. årligt resten af livet.

## Tillidshverv
- Formand for Finansrådet – Danske Pengeinstitutters Forening indtil 2006 og igen fra November 2009.
- Sidder i VL-gruppe 46.
- Med i Den Trilaterale Kommission.
- Med i bestyrelsen for Danmark-Amerika Fondet.
- Med i Institut International d'Etudes Bancaires.
- Ridder af Dannebrog 2008.